# Хшонщев (Лодзинське воєводство)
Хшонщев (пол. Chrząszczew) — село в Польщі, у гміні Біла-Равська Равського повіту Лодзинського воєводства.
Населення — 312 осіб (2011).
У 1975-1998 роках село належало до Скерневицького воєводства.

## Демографія
Демографічна структура станом на 31 березня 2011 року:
|          | Загалом | Допрацездатний вік | Працездатний вік | Постпрацездатний вік |
| -------- | ------- | ------------------ | ---------------- | -------------------- |
| Чоловіки | 155     | 32                 | 110              | 13                   |
| Жінки    | 157     | 33                 | 87               | 37                   |
| Разом    | 312     | 65                 | 197              | 50                   |